# Torrice
Torrice é uma comuna italiana da região do Lácio, província de Frosinone, com cerca de 4.309 habitantes. Estende-se por uma área de 18 km², tendo uma densidade populacional de 239 hab/km². Faz fronteira com Arnara, Boville Ernica, Frosinone, Ripi, Veroli.

## Demografia
| Variação demográfica do município entre 1861 e 2011                               |
|                                                                                   |
| Fonte: Istituto Nazionale di Statistica (ISTAT) - Elaboração gráfica da Wikipedia |